# Rebe Rashab
El rabino Shalom Dov Ber Shneerson (en hebreo: שלום דובער שניאורסאהן) nacido el 24 de octubre de 1860- 21 de marzo de 1920 fue el quinto Rebe de la dinastía jasídica del movimiento Jabad-Lubavitch.

## Biografía
Nació en Liubávichi el 20 de Jeshván de 5620 (1860). A la edad de 22 años, su padre, el Rebe Maharash, el cuarto Rebe de la dinastía jasídica Jabad-Lubavitch, falleció, dejando el liderazgo del movimiento, en manos de sus dos hijos, durante 10 años los dos compartieron ciertas responsabilidades, finalmente en Rosh Hashaná de 1892 el rabino Shalom toma el cargo completo del movimiento. En 1897, el día 15 de Elul fundó la Yeshivá Tomjei Tmimim, convirtiéndola en el principal centro de estudios del movimiento. A lo largo de su vida fue un gran opositor del incipiente movimiento sionista. En el año 1915, a causa de la I Guerra mundial se ve forzado a abandonar Liubávichi, y se instala con su familia en la ciudad de Rostov del Don. Finalmente falleció el día 2 del mes de Nisan de 1920, dejando a cargo del liderazgo a su único hijo el Rabino Iosef Itzjak Schneerson.